# 東京大薪能
東京大薪能（とうきょうだいたきぎのう）は、神道系新宗教ワールドメイト教祖の半田晴久（深見東州）が会長を務めるNPO法人世界芸術文化振興協会が、東京で無料開催している薪能の鑑賞・上演会。

## 概要
1998年より、伝統芸能、能楽のすばらしさを広く知ってもらうために、重要無形文化財「能楽」の保持者が演じる能楽が、野外で無料公演されている。2014年まではほぼ毎年開催されていたが、2015年から2017年までは中断され、2018年に4年ぶりに開催されている。
会場は都庁の都民広場かお台場での開催が定番であり、都庁の場合は高層ビルの谷間の広場に、お台場の場合は海やレインボーブリッジを背景に舞台が設けられ、ライトアップされた夜景のなかで幽玄の美を堪能できる。
エジプト、カンボジア、産経新聞、JFN、東京FM、東京MXテレビなどが後援してきたが、東京MXテレビが第14回から後援を取り下げてMXでは放送されなくなった。第12回から東京都が、第14回からは外務省と文化庁もこれに加わったが外務省は第17回から後援を取り下げた。第15回には日本とカンボジアの友好60周年の記念に、第2夜公演として「薪カンボジア舞踊」が上演された。
外国人のために、英語の同時通訳サービスが行われており、無料で同時通訳レシーバーを借りることができる。

## 能楽講座
上演に先立ち、能楽鑑賞が初めての人も楽しめるように1時間程度の入門能楽鑑賞講座がある。この講座で、当日上演する演目解説や、省略の芸術である能楽とその他の舞台芸術（歌舞伎、オペラ、京劇等）との違い、能面の種類、「シテ」「ワキ」の役回り、場面の見方などまでが丁寧に解説される。2007年からは主催者代表の半田晴久が講座を担当し、ユーモアあふれる紹介により、場内に笑い声が飛び交う中の説明となっている。

## 開催履歴
| 日程           | タイトル         | 演目                                                        | 入門講座 | 会場               | 観衆    |
| -------------- | ---------------- | ----------------------------------------------------------- | -------- | ------------------ | ------- |
| 1998年06月26日 | 第1回東京大薪能  | 能「高砂」、狂言「六地蔵」、能「猩々」                      | 掘上謙   | 東京都庁舎都民広場 | 1,800人 |
| 1999年09月28日 | 第2回東京大薪能  | 能「岩船」、狂言「梟」、能「紅葉狩」                        | 掘上謙   | 東京都庁舎都民広場 | 3,370人 |
| 2000年10月18日 | 第3回東京大薪能  | 能「土蜘蛛」、狂言「萩大名」、能「黒塚」                    | 掘上謙   | 東京都庁舎都民広場 | 4500人  |
| 2001年9月25日  | 第4回東京大薪能  | 能「井筒」、狂言「昆布売」、能「石橋」                      | 掘上謙   | 潮風公園太陽の広場 | 2,500人 |
| 2002年9月16日  | 第5回東京大薪能  | 能「翁」、狂言「柿山伏」、能「金札」                        | 掘上謙   | テレコムセンター   | 2,000人 |
| 2003年9月30日  | 第6回東京大薪能  | 能「鶴亀」、狂言「蚊相撲」、能「野守」                      | 掘上謙   | 潮風公園太陽の広場 | 2,000人 |
| 2004年9月15日  | 第7回東京大薪能  | 能「田村」、狂言「清水」、能「胡蝶」                        | 掘上謙   | 東京都庁舎都民広場 | 6,500人 |
| 2005年8月10日  | 第8回東京大薪能  | 能「鞍馬天狗」、狂言「樋の酒」、能「忠信」                  | 掘上謙   | 潮風公園太陽の広場 | 2,000人 |
| 2006年9月27日  | 第9回東京大薪能  | 能「楊貴妃」、狂言「呼声」、能「項羽」                      | 掘上謙   | 潮風公園太陽の広場 | 3,000人 |
| 2007年9月15日  | 第10回東京大薪能 | 能「高砂」、狂言「末広」、能「石橋（連獅子）」              | 半田晴久 | 潮風公園太陽の広場 | 2,000人 |
| 2008年9月27日  | 第11回東京大薪能 | 能「葵上」、狂言「仏師」、能「加茂」                        | 半田晴久 | 東京都庁舎都民広場 | 2,000人 |
| 2009年8月13日  | 第12回東京大薪能 | 能「羽衣」、狂言「二人袴」、能「船弁慶」                    | 半田晴久 | 東京都庁舎都民広場 | 4,000人 |
| 2010年8月26日  | 第13回東京大薪能 | 能「放下僧」、狂言「福の神」、能「黒塚」                    | 半田晴久 | 東京都庁舎都民広場 | 4,000人 |
| 2012年8月7日   | 第14回東京大薪能 | 能「玉井」、狂言「樋の酒」、能「羽衣」                      | 半田晴久 | 東京都庁舎都民広場 | 4,000人 |
| 2013年5月15日  | 第15回東京大薪能 | 能「井筒」、狂言「茶壺」、能「土蜘蛛」                      | 半田晴久 | 東京都庁舎都民広場 | 3,500人 |
| 2014年8月28日  | 第16回東京大薪能 | 能「高砂」、狂言「仏師」、能「是界」                        | 半田晴久 | 東京都庁舎都民広場 | 3,500人 |
| 2018年9月23日  | 第17回東京大薪能 | 能「羽衣 盤渉」、狂言「附子」、能「土蜘」、祝言仕舞「草薙」 | 半田晴久 | 東京都庁舎都民広場 |         |

## テレビ放映

### テレビ特番
- 「第二回東京大薪能」（能・岩船）（TOKYO MX　1999年10月24日）
- 「第三回東京大薪能」（能・土蜘蛛）（TOKYO MX　2000年11月5日）
- 「第四回東京大薪能」（能・石橋）（TOKYO MX　2001年10月28日）
- 「第五回東京大薪能」（能・翁）（TOKYO MX　2002年10月27日）
- 「第六回東京大薪能」（能・鶴亀）（TOKYO MX　2003年11月1日）
- 「第七回東京大薪能」（能・田村）（TOKYO MX　2004年9月13日）
- 「第八回東京大薪能」（能・鞍馬天狗）（TOKYO MX　2005年9月24日）
- 「第九回東京大薪能 ～能との出会い・ソプラノ大貫裕子～」（TOKYO MX　2006年12月23日）
- 「第十二回東京大薪能～伝統芸能を楽しむ～」（TOKYO MX　2009年10月4日）
- 「第十三回 東京大薪能 みんなが楽しめる伝統芸能の世界～」（TOKYO MX　2010年9月25日）

### インターネットテレビ
- 「第十六回東京大薪能」（Ustreamライブ配信　2014年8月28日18:00〜21:00　4,616視聴[5][27]）[28]

## エピソード
- 2008年は、源氏物語の誕生から1000年にあたることから、物語にちなんだ能「葵上」や、狂言「仏師」が公演された[2]。
- 2012年は、古事記の編纂から1300年にあたることから、古事記がモデルの一つとなっている演目「玉井」が公演された[25]。
- 2013年は、日本カンボジア友好60周年を記念し、東京大薪能の翌日に、同会場で薪カンボジア舞踏が開催された。

## 後援団体
- 文化庁
- 東京都

など